# Acrodactyla orientalis
Acrodactyla orientalis är en stekelart som först beskrevs av Joseph Augustine Cushman 1933.  Acrodactyla orientalis ingår i släktet Acrodactyla och familjen brokparasitsteklar. Inga underarter finns listade i Catalogue of Life.